# 3 Doors Down
3 Doors Down är en musikgrupp som spelar alternativ rock och som grundades 1996 i byn Escatawpa nära Biloxi i delstaten Mississippi i USA.

## Bakgrund
Bandet bildades 1996 i Escatawpa, Mississippi som en trio bestående av sångaren och trummisen Brad Arnold, basisten Todd Harrell och gitarristen Matt Roberts. Två år senare kom även gitarristen Chris Henderson med i bandet. Matt Roberts lämnade bandet under 2012, på grund av hälsoproblem. Han ersattes av Chet Roberts, som innan dess hade varit Hendersons gitarrtekniker. Todd Harrell sparkades ur bandet under 2013, efter att han funnits skyldig till mord. Han ersattes av Justin Biltonen. Matt Roberts dog den 20 augusti 2016 av en överdos.
Albumdebuten kom den 8 februari 2000 med skivan The Better Life, som sålde över 3 miljoner skivor det första året, och blev den 11:e bäst säljande skivan under året. Uppföljaren Away From The Sun släpptes den 12 november 2002, och kom att sälja platinum efter redan 2 månader. Albumet innehöll även singlarna "When I'm Gone" och "Here Without You". Albumet sålde fyra miljoner skivor, varav tre miljoner i USA.
Under 2003 släppte bandet EP:n Another 700 Miles, som består av liveinspelade låtar, samt en cover av låten "That Smell" av Lynyrd Skynyrd. Samma år började bandet att arrangera den årliga välgörenhetskonserten "3 Doors Down and Friends", genom bandets egen The Better Life Foundation. Konserten hölls 2006 för att stödja överlevande från orkanen Katrina.Under 2004 turnerade bandet även tillsammans med Nickelback.
Fram till 2005 hade bandet sålt 12 miljoner album. Tredje albumet Seventeen Days låg etta på Billboard Album Chart samma vecka den släpptes. Albumet sålde senare platinum och bandet turnerade tillsammans med Lynyrd Skynyrd för att promota albumet. Den första singeln på skivan var "Let Me Go" och var en multi-format-skiva med kändisar i den medföljande musikvideon. 

### Nomineringar
Nominerade för bästa Pop/Rock grupp i USA år 2005, så har 3 Doors Down har varit med om mycket positivt sen dag ett. Bandet har lanserat ett flertal hit-singlar, såsom; "Kryptonite", "Duck & Run", "Loser", "Be Like That", "When I'm Gone", "Here Without You", "Away from the Sun", "Let Me Go" och "It's Not My Time". Av deras singlar har också fem stycken nått #1 på Hot Mainstream Rock Tracks listan i USA: "Kryptonite" (9 veckor på #1), "Loser" (21 veckor på #1), "Duck & Run" (3 veckor på #1), "When I'm Gone" (17 veckor på #1) och "It's Not My Time" (3 veckor på #1).

## Medlemmar

### Nuvarande medlemmar
- Brad Arnold – sång (1996–), trummor (1996–2000)
- Chris Henderson – kompgitarr (1998–)
- Greg Upchurch – trummor, slagverk (2005–)
- Chet Roberts – gitarr, sång (2012–)
- Justin Biltonen – basgitarr (2013–)

### Tidigare medlemmar
- Daniel Adair – trummor (2002–2005)
- Matt Roberts – sologitarr (1996–2012; död 2016)
- Todd Harrell – basgitarr (1996–2013)
- Richard Liles – trummor, slagverk (2000–2002)

## Diskografi

### Studioalbum
- The Better Life (8 februari 2000) #7 USA - 6x Platina
- Away From The Sun (12 november 2002) #8 USA - 4x Platina
- Seventeen Days (8 februari 2005) #1 USA - Platina
- 3 Doors Down (20 maj 2008) #1 USA - Guld
- Time of My Life (9 juli 2011) #3 USA
- Us and the Night (11 mars 2016) #14 USA

### Livealbum
- Another 700 Miles (11 november 2003, EP) #21 USA - Guld

### Singlar
- "Here without you"
- "Let me be myself"

#### FrånThe Better Life(2000)
- "Kryptonite" (2000) #3 USA
- "Loser" (2001) #55 USA
- "Duck And Run" (2001) #110 USA
- "Be Like That" (2001) #24 USA

#### FrånAway From The Sun(2002)
- "When I'm Gone" (2002) #4 USA
- "The Road I'm On" (2003)
- "Here Without You" (2003) #5 USA
- "Away From The Sun" (2003) #62 USA

#### FrånSeventeen Days(2005)
- "Let Me Go" (2005) #14 USA
- "Behind Those Eyes" (2005)
- "Live For Today" (2005)
- "Here by Me" (2005)
- "Landing in London" (med Bob Seger) (2006)

#### Från3 Doors Down(2008)
- "It's Not My Time" (2008) #17 USA
- "Train" (2008)
- "Let Me Be Myself" (2008) #121 USA
- "Citizen/Soldier" (2008) #96 USA

### Liveframträdanden för välgörenhet
- Live in the X Lounge III "Loser" (2000)
- Live in the X Lounge IV "Be Like That" (2001)

## Övriga fakta
- Den stora hiten "Let Me Go" fick stor uppmärksamhet i världen. "Let Me Go" skulle egentligen vara med i soundtracket till Spider-Man 2, vilket bandet själva inte ville.
- Bandets sångare var från början också dess trummis. För att bandet skulle kunna spela live hyrdes dock olika trummisar in till livespelningar, bland andra Puddle of Mudds trummis Greg Upchurch ställde upp.
- Har släppt en skiva som bara lanseras i Mississippi och kom ut 1997 och heter The Indie Album och är inspelad på olika nattklubbar i trakterna där bandet kommer ifrån. Albumet blev en hit bland ungdomar i Mississippi men utanför Mississippi floppade den.